# Họ Mực ống
Loliginidae là một họ mực trong bộ Mực ống.

## Loài

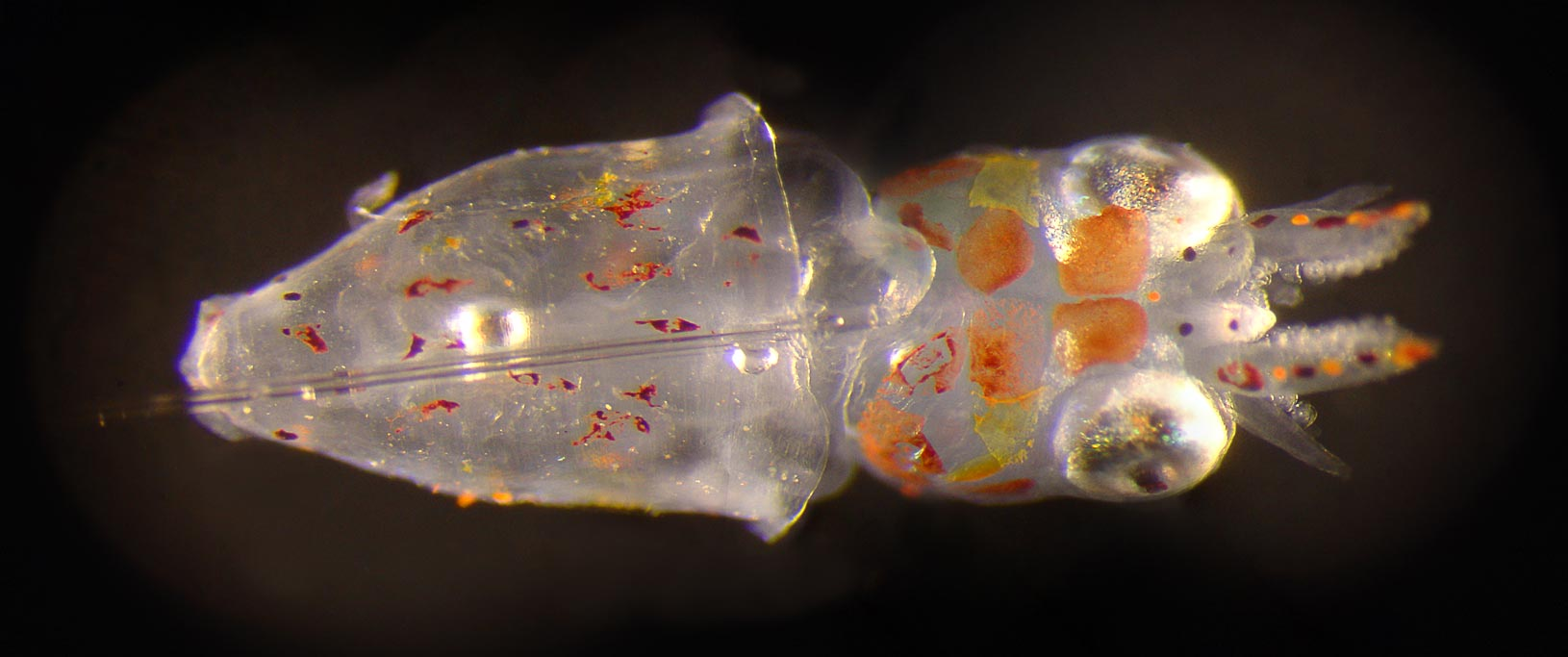
Doryteuthis opalescens paralarva

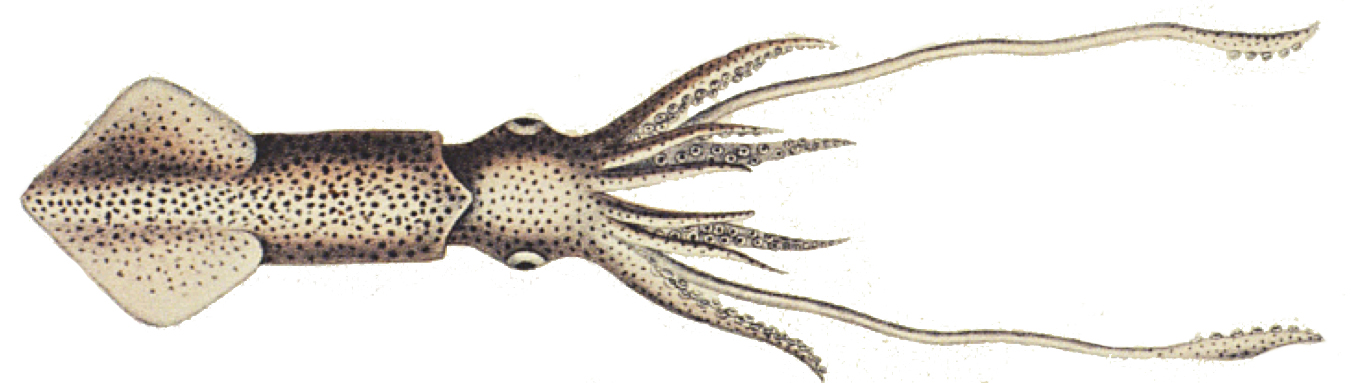
Loliolus sumatrensis

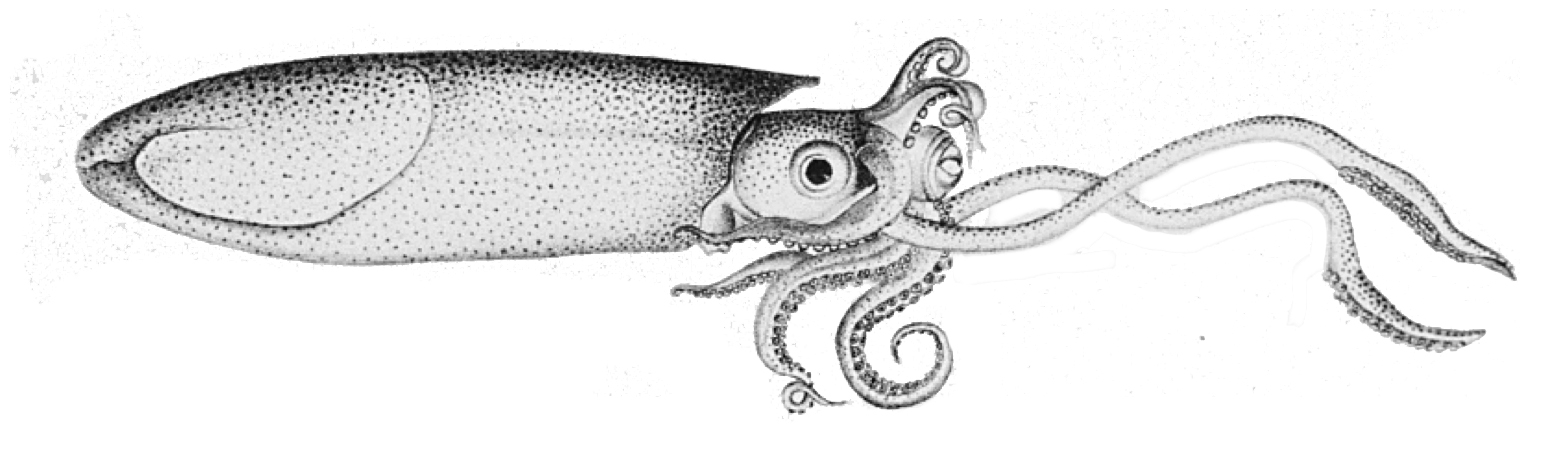
Lolliguncula brevis

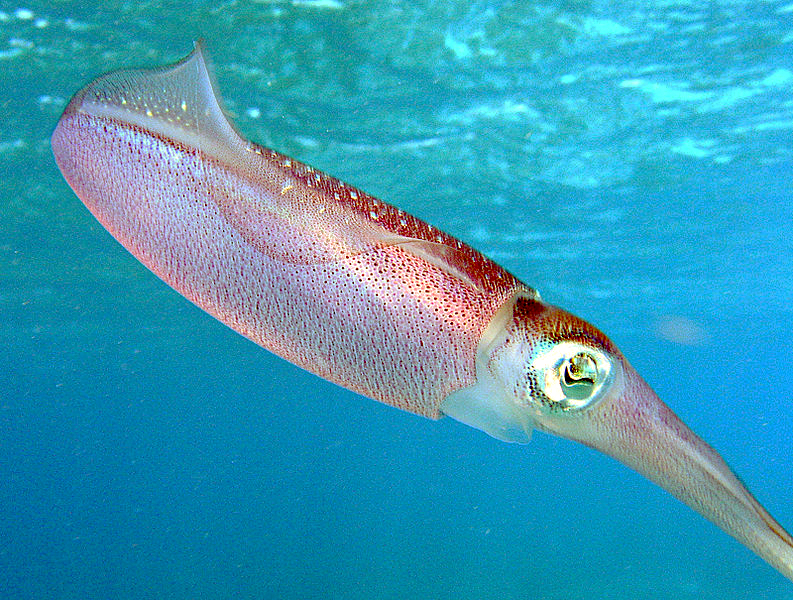
Caribbean Reef Squid
(Sepioteuthis sepioidea)

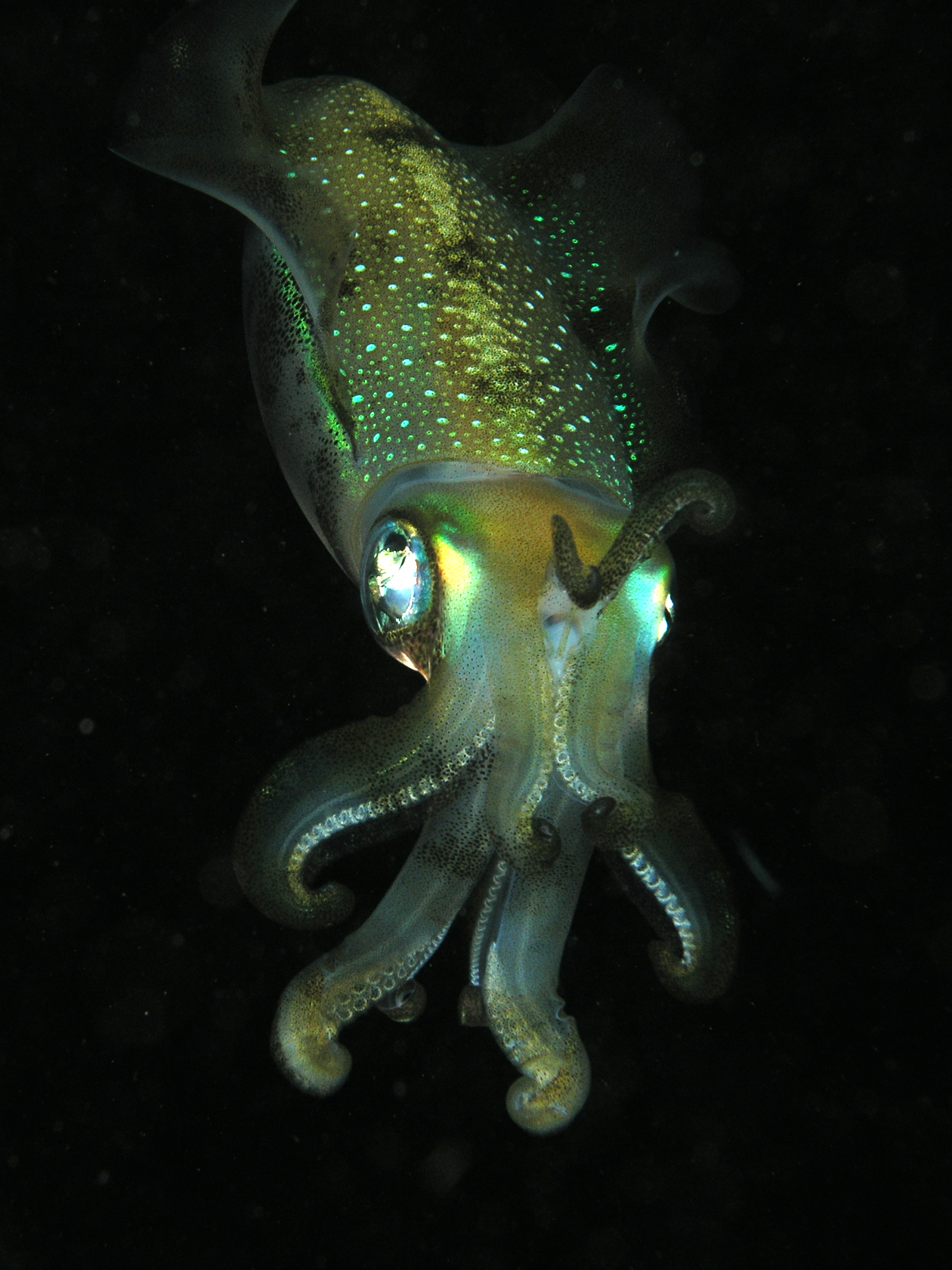
Bigfin Reef Squid
(Sepioteuthis lessoniana)

Phân loại dưới đây được liệt kê theo Vecchione et al. (2005) và Tree of Life Web Project (2010).
- Chi Afrololigo
  - Afrololigo mercatoris
- Chi Alloteuthis
  - Alloteuthis africanus
  - Alloteuthis media
  - Alloteuthis subulata
- Chi Doryteuthis
  - Phân chi Amerigo
    - Doryteuthis gahi
    - Doryteuthis ocula
    - Doryteuthis opalescens
    - Doryteuthis pealeii
    - Doryteuthis surinamensis

  - Phân chi Doryteuthis
    - Doryteuthis plei
    - Doryteuthis roperi

  - Phân chi chưa đặt tên unnamed
    - Doryteuthis sanpaulensis
- Chi Heterololigo
  - Heterololigo bleekeri
- Chi Loligo
  - Loligo forbesii
  - Loligo reynaudii
  - Loligo vulgaris
- Chi Loliolus
  - Phân chi Loliolus
    - Loliolus affinis
    - Loliolus hardwickei

  - Phân chi Nipponololigo
    - Loliolus beka
    - Loliolus japonica
    - Loliolus sumatrensis
    - Loliolus uyii
- Chi Lolliguncula
  - Phân chi Loliolopsis
    - Lolliguncula diomedeae

  - Subgenus Lolliguncula
    - Lolliguncula argus
    - Lolliguncula brevis
    - Lolliguncula panamensis
- Chi Pickfordiateuthis
  - Pickfordiateuthis bayeri
  - Pickfordiateuthis pulchella
  - Pickfordiateuthis vossi
  - Pickfordiateuthis sp. A
- Chi Sepioteuthis
  - Sepioteuthis australis
  - Sepioteuthis lessoniana
  - Sepioteuthis sepioidea
- Chi Uroteuthis
  - Phân chi Aestuariolus
    - Uroteuthis noctiluca

  - Phân chi Photololigo
    - Uroteuthis abulati
    - Uroteuthis arabica
    - Uroteuthis bengalensis
    - Uroteuthis chinensis
    - Uroteuthis duvauceli
    - Uroteuthis edulis
    - Uroteuthis robsoni
    - Uroteuthis sibogae
    - Uroteuthis singhalensis
    - Uroteuthis vossi

  - Phân chi Uroteuthis
    - Uroteuthis bartschi

  - Phân chi incertae sedis
    - Uroteuthis pickfordi
    - Uroteuthis reesi